# Wockhardt
Wockhardt est une entreprise indienne pharmaceutique, basée à Bombay. 